# Бібліонім
Бібліонім (від грец. βίβλίον – "книга" і όνομα – "ім’я, назва") – вид ідеонімів, власна назва будь-якого писемного твору: художнього, публіцистичного, наукового, політичних, конфесійних тощо.

### Типи бібліонімів
До складу бібліонімів входять такі класи номінацій:
- белетристиконіми (від франц. belles lettres – "красне письменство") – власні назви творів художньої літератури (наприклад, роман "Сонячна машина" В. Винниченка, роман "Лель і Полель" І. Франка).
- публіцистиконіми (від лат. publicus – "суспільний") – власні назви публіцистичних творів (наприклад, розвідка "Інтернаціоналізм і націоналізм у сучасній літературі" І. Франка, студія "Дві руські народності" М. Костомарова).
- логосоніми (від грец. logos – "слово, вчення") – власні назви наукових праць (наприклад, монографія «Нарис сучасної української літературної мови» Ю. Шевельова, "Курс загальної лінгвістики" Ф. де Соссюра).
- документоніми (від лат. documentum – "приклад, взірець, доказ") – власні назви документації (наприклад, Паризька угода, Декрет про мир).